# Oprănești, Mehedinți
Oprănești este un sat în comuna Husnicioara din județul Mehedinți, Oltenia, România.